# Monument a la Batalla del Bruc
El Monument a la Batalla del Bruc és una escultura pública del Bruc (Anoia) declarada bé cultural d'interès nacional.

## Descripció
El monument a la batalla del Bruc és una estàtua, obra de l'escultor Frederic Marès (1952), feta d'un sol bloc de pedra, i representa la figura d'un llegendari timbaler, nat a Santpedor, que amb els seus redoblaments de timbal hauria fet fugir les tropes franceses, en la creença que s'acostava un gros exèrcit.
És una estàtua exempta en pedra d'un sol bloc. Representa la figura d'un jove amb indumentària de camperol de començaments del segle xix, portant un trabuc i tocant el tambor. El basament és un pedestal també de pedra construït amb grans blocs de pedra tallada, portant la inscripció del nom de la vila i la data del 1808. Està situat en un espai en forma de triangle, confluència de dues carreteres, tenint darrere seu un petit parc natural.

## Història
El 1914 hom declarava monument nacional "el monumento que para conmemorar la batalla del Bruch se levantará en dicho pueblo". El monument, que commemora efectivament la batalla dels dies 6 i 14 de juny de 1808 contra les tropes napoleòniques, no fou aixecat, però, fins al 1952 en una intersecció de carreteres a la sortida del Bruc del Mig.
Monument erigit en memòria d'unes gestes singulars durant la guerra Napoleònica que van desfer el mite d'una invencibilitat i desbarataren els plans de Napoleó. Segons la llegenda, un jove timbaler natural de Sampedor amb els seus redobles de timbal va fer creure als francesos que s'apropava un gros exèrcit. Les batalles del Bruc varen tenir lloc el 6 i 14 de juny de 1808, essent sempre derrotat l'exèrcit francès.

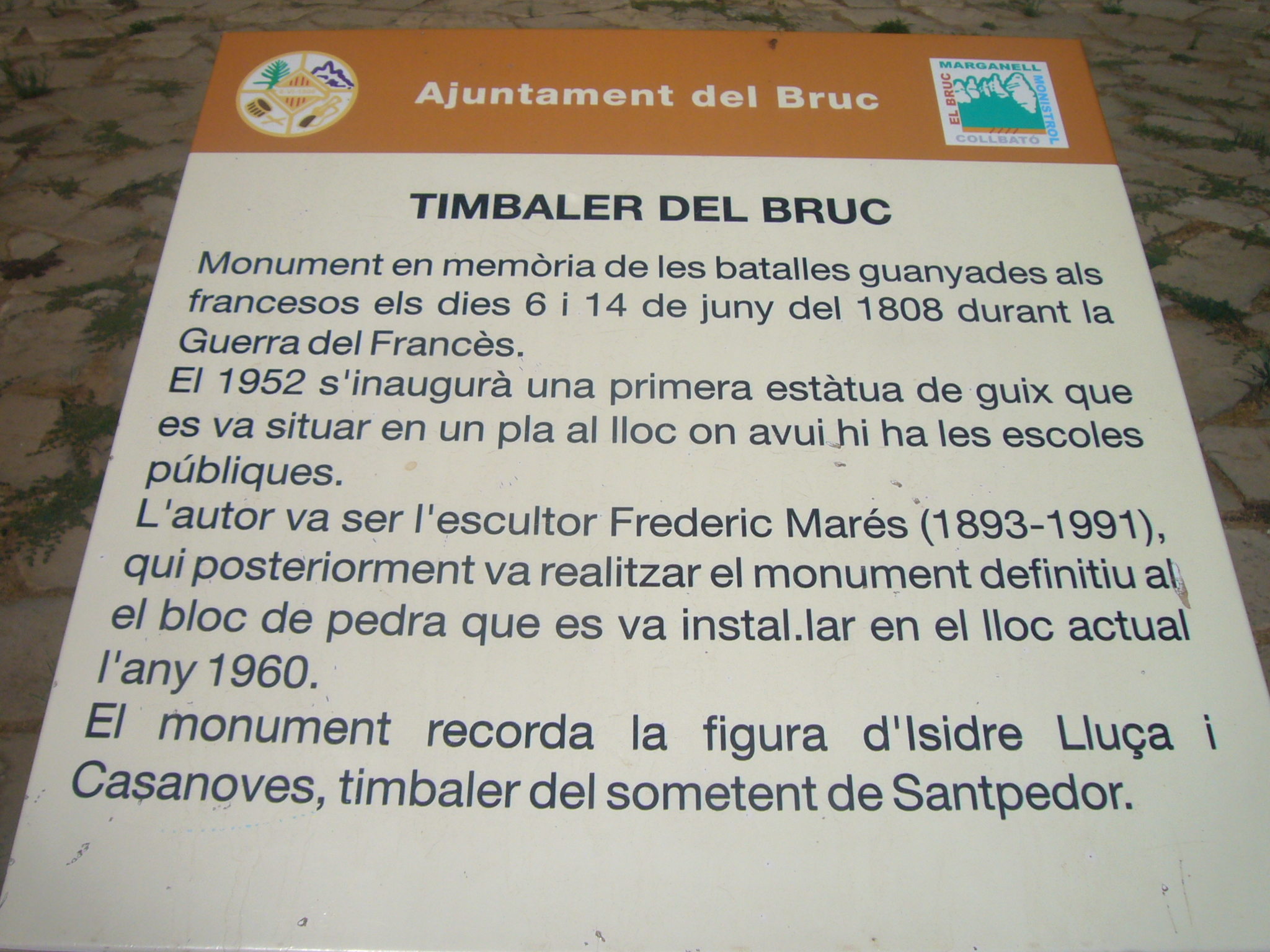
Placa informativa del monument

Inaugurat el mes de juliol del 1952 en un altre emplaçament (on ara hi ha les escoles) i traslladat el 1960. L'estàtua inaugurada el 1952 era de guix i el 1954 va ser substituïda per la definitiva de pedra.

## Altres
A Catalunya també hi ha altres estàtues dedicades al timbaler del Bruc a Santpedor i a tres llocs de Barcelona: el castell de Montjuïc, la caserna del Bruc i al carrer Corint del barri de Sant Gervasi - Galvany.

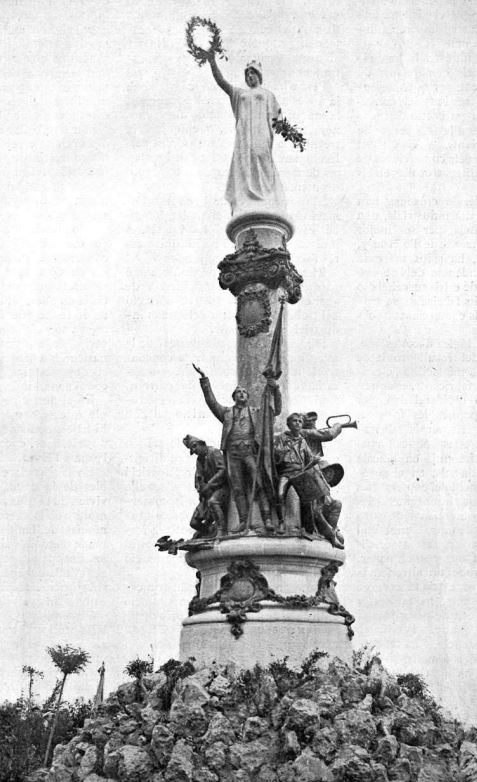
Monument als herois del Bruc, de Campeny, destruït durant la guerra civil

L'any 1911 també s'erigí un monument al monestir de Montserrat dedicat Als Herois del Bruc, timbaler inclòs, de Josep Campeny, que va ser destruït durant la guerra civil.